# Acsalag
Acsalag (hongrois : Acsalag [ˈɒt͡ʃɒlɒɡ] ; allemand : Otschelach ; croate : Ačologa) est une localité hongroise située dans le comitat de Győr-Moson-Sopron.

## Nom et attributs

### Toponymie
L'origine du nom Acsalag n'est pas clairement établie faute de sources historiques suffisantes. Une hypothèse suggère qu'il pourrait dériver de l'association entre le prénom ancien hongrois Acsa et le suffixe -lag, indiquant un lieu habité.
Selon l'étymologie populaire, le nom du village viendrait de l'expression hongroise átcsallak (« je t'attire »). Cette interprétation repose sur la légende selon laquelle, en raison de son emplacement marécageux, peu de personnes souhaitaient s'y établir à l'origine, et diverses méthodes auraient été employées pour convaincre de nouveaux habitants de s'y installer.

## Site et localisation

### Géologie et géomorphologie
Acsalag est un village situé dans la partie sud-ouest de la région du Hanság, à environ 10 kilomètres au nord de Csorna. Il s'agit d'un village-rue typique des plaines hongroises.

## Histoire
La première mention écrite d'Acsalag est relativement tardive, datant de 1696 sous la forme Acsalagh. Le village s'est formé à la fin du XVIIe siècle sur un point surélevé au sein du vaste marécage de Hanság. À une époque, il n'était accessible que par bateau, étant totalement isolé des villages environnants. Cette situation en fit un refuge pour de nombreuses familles en fuite, cherchant protection, notamment des Hongrois, mais aussi des Allemands et des Croates. L'économie locale était intimement liée à l'eau : les habitants vivaient principalement de la pêche, de la chasse aux anguilles (csikászat), de la collecte des ressources des marais (pákászat), ainsi que de l'élevage de moutons et de bovins.
Entre 1973 et 1990, Acsalag fut une localité associée à Bősárkány, avant de retrouver son autonomie en 1990. En 1997, en raison du faible effectif scolaire, l'enseignement du second cycle primaire y fut supprimé.

## Population

### Minorités culturelles et religieuses
Lors du recensement de 2011, 98,1 % des habitants d'Acsalag se déclaraient hongrois et 0,6 % allemands (1,9 % n'ont pas répondu, sachant que les identités multiples étaient possibles). La répartition religieuse était la suivante : 93 % catholiques romains, 0,4 % réformés, 0,4 % luthériens, 0,2 % catholiques grecs et 2,3 % sans affiliation religieuse (2,6 % n'ont pas répondu).
En 2022, 90 % de la population s'identifiait comme hongroise, 2,5 % comme allemande, 2,1 % comme rom, tandis que 0,4 % déclaraient une identité bulgare, roumaine ou polonaise, et 0,2 % arménienne, croate ou grecque. Par ailleurs, 2,1 % se rattachaient à une autre nationalité non indigène (8,5 % n'ont pas répondu). En matière de croyances religieuses, 53,6 % étaient catholiques romains, 1,9 % réformés, 0,2 % catholiques grecs, 0,6 % appartenaient à d'autres confessions chrétiennes, 3,3 % à d'autres branches du catholicisme, tandis que 7,5 % se déclaraient sans religion (32,6 % n'ont pas répondu).

## Équipements

### Réseaux extra-urbains
Le moyen le plus simple d'accéder à Acsalag par la route est de passer par Csorna. Depuis le centre de cette ville, il faut emprunter la route principale 86 en direction du nord, puis bifurquer vers l'ouest à Csatárimajor pour rejoindre la route 8513. Le village est également relié à Kapuvár et Bősárkány par la route 8514.
Acsalag n'est pas desservi directement par le réseau ferroviaire. La gare la plus proche est celle de Bősárkány, située à environ 3 kilomètres à l'est, sur la ligne ferroviaire reliant Hegyeshalom à Porpác.

## Patrimoine urbain
L'église catholique romaine d'Acsalag possède un maître-autel et une chaire datant du XVIIIe siècle.
À proximité du village commence le Parc national de Fertő-Hanság, une vaste zone protégée de marais et de prairies. Acsalag est également traversé par la piste cyclable du Hanság, un itinéraire de plus en plus prisé par les touristes.